# Estadio Stožice
El estadio Stožice (en esloveno: Stadion Stožice) es un estadio multiusos ubicado en el distrito de Bežigrad de la ciudad de Liubliana, Eslovenia. Cuenta con capacidad máxima de 23 000, convirtiéndolo en el más grande del país. Tanto el club NK Olimpija Ljubljana como la selección nacional de fútbol de Eslovenia juegan sus partidos de local allí.

## Historia y características
El estadio fue diseñado por la firma de arquitectos local Sarda Vurga y su construcción comenzó en el año 2009. Recibió su nombre por la zona de la ciudad donde se encuentra, decisión que se tomó para dejar abierta la posibilidad de cambiarlo más adelante en caso de recibir algún patrocinio. El estadio fue inaugurado en 2010 con el partido amistoso de fútbol entre las selecciones de Eslovenia y Australia ante 16.155 espectadores - cifra récord para un partido de fútbol en Eslovenia. Entre 2010 y 2011, Eslovenia jugó cuatro partidos clasificatorios a la Euro 2012 en este estadio, y en 2012 el estadio fue sede de 6 partidos del Campeonato de fútbol sub-17 de la UEFA, incluyendo la final.
El estadio cuenta con capacidad para 16.038 espectadores para partidos de fútbol, aunque esta cifra se puede expandir hasta 23.000 para otros eventos deportivos y culturales. Actualmente, el estadio forma parte del Stožice Sports Park, el cual también alberga un coliseo y canchas de entrenamiento del Nogometni Klub Olimpija Ljubljana (2005).